# 救急医療

スター・オブ・ライフ : アメリカなどでは救急医療のシンボルとしてしばしば用いられている。

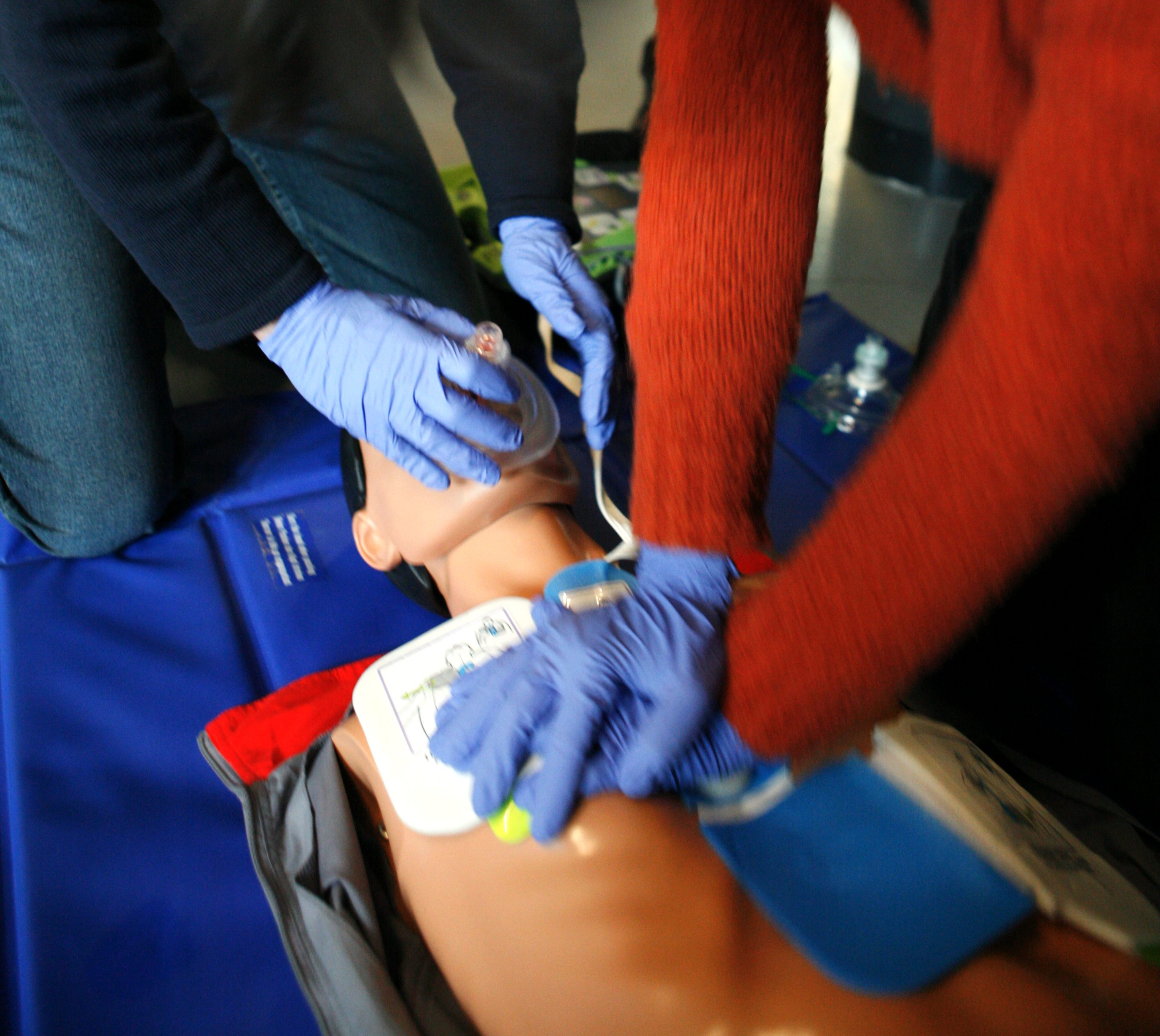
心肺蘇生法（トレーニング光景）。呼吸停止時に優先される。

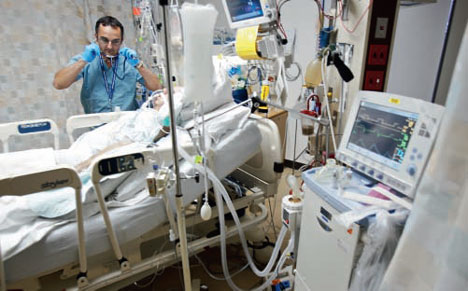
集中治療室（ICU）。救急搬送されてたどり着く。

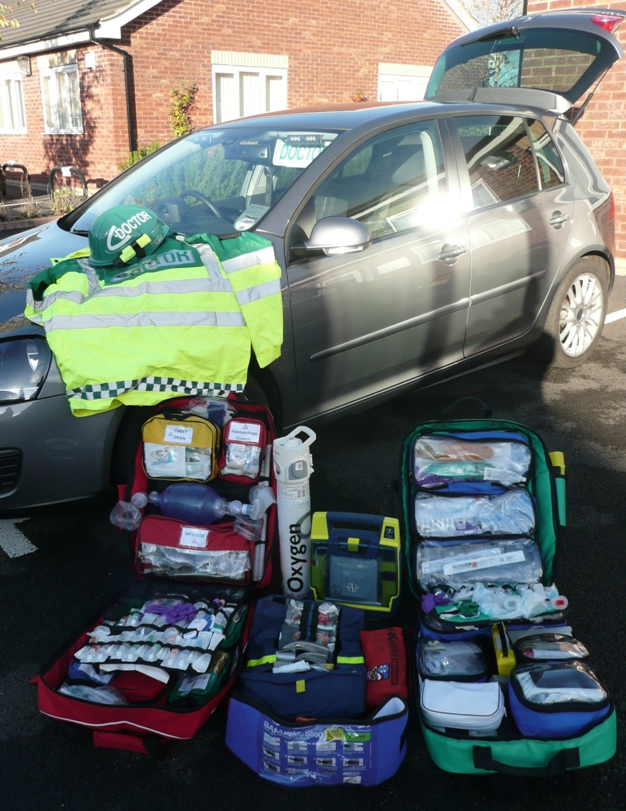
プレホスピタルケアのためのキットの数々（Lincolnshire Integrated Voluntary Emergency Service）リンカンシャーのボランティア組織による救急医療活動のもの

救急医療（きゅうきゅういりょう、英語：Emergency medicine）とは、人間を突然に襲う外傷や感染症などの疾病、すなわち「急性病態」を扱う医療である。「救急医療は医の原点」ともいわれるが、救急医療は常に人類とともにあったともいえる。
「迅速な119番通報」心肺停止時の「迅速な心肺蘇生法」「迅速な除細動」「迅速な二次救命処置」の4つを「救命の連鎖（Chain of survival）」と呼ぶこともある。

## 急性期の対応
急性病態は時間とともに病態が急速に変化し、その間の適切な処置によって転帰（病気の結果）が変化する余地が大きい。特に、心肺停止では救急車到着までの間の蘇生処置が転帰に大きく関わり、来院時心肺停止（CPAOA）の予後・救命率は非常に悪い。
原因には以下がある。
- 外傷、骨折、意識喪失、気道閉鎖、心筋梗塞、解離性大動脈瘤、腹部大動脈解離、肺血栓塞栓症、肺梗塞症、脳梗塞、クモ膜下出血、肺炎、アナフィラキシーショック、敗血症、重度感染症、消化管出血、急性腹症（吐血、下血）中毒 等

### 一次処置
適切な処置とは、急変患者に気が付いたら意識の有無を確認し、119番への通報によって指示を受けながら、心肺停止の場合は、AEDがある場合はこれを用いたり、心臓マッサージによって応急処置をする。
AEDは初心者や心肺蘇生の経験がない人でも説明書の通りにパットを胸部に付けるだけで電気ショックを与えるかどうか判断し、機械が自動的にやってくれる。機器がなくても、心肺停止後、または意識がなく呼吸（自発呼吸）がない場合、酸欠の場合も、気道閉塞がないかを確認し気道確保後、救急車到着まで人工呼吸と心臓マッサージを行う。
救急車到着後、救急隊員によりバイタルが確認され、必要な場合、一次処置が行われる（外傷でも一次的な止血）。病院到着後は輸液や輸血などが行われ、外傷や血管破裂により出血がある場合、循環動態を安定させるために止血を行う。また肝臓が損傷している場合、プリングル法、パッキング法（ガーゼにてパッキングを一時的に行い）ダメージコントロール手術を検討する。
心臓や大血管系、肺、脳、脊髄に損傷がない場合の存命率は高く、予後は良好である。

### プレホスピタルケアの重要性
急性病態の場合、救急車到着前・病院到着前の処置（=プレホスピタル・ケア）が非常に重要となってくる。救急救命士制度の創設により、救急車内での処置が拡大されている（メディカル・コントロール）。また、救急救命士のスキル向上のためにACLS（二次救命処置）やJPTEC（病院前外傷処置）を受講する救急救命士も増加している。
一般人でも自動車運転免許取得の際には心肺蘇生法（人工呼吸・心臓マッサージ）の受講が必須項目とされている。さらに防災意識・救急医療への関心が強い人々はAED（自動体外式除細動器）やBLS（一次救命処置、AED操作法含む）の講習、防災士講習を受けている。こうしたプレホスピタルでの処置が救命率に非常に大きく関わっている。

### トリアージ・救命の優先

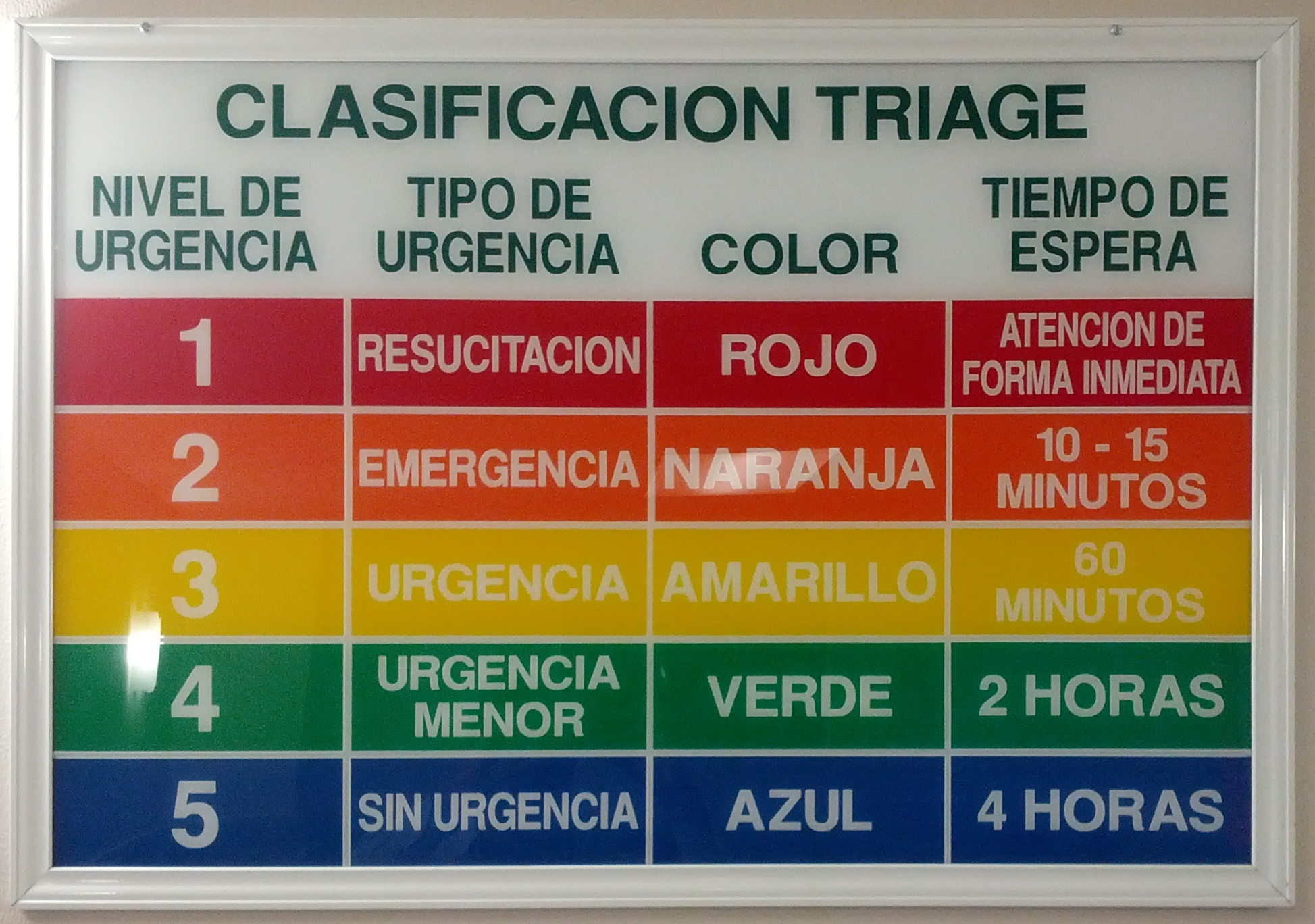
メキシコのERセンターのトリアージ表示。

患者が救急医療を利用する場合には、生命の危機が迫っている、耐えがたい苦痛があるなどの緊急性があることを意味するが、通常、自分で病状の軽重を判断することは困難である。このため病状は軽くとも不安が強く救急医療を求める人々も多い。このため、まずこれらの緊急性の判断がなされる。また、複数の傷病者が発生している場合には重症の患者を最優先にする事（トリアージ）も行われ、「救命できる可能性が高く、より重症な患者」の診療が最優先とされる。
日本では診療報酬として、院内トリアージ実施料が設定されている。

## 各国の制度

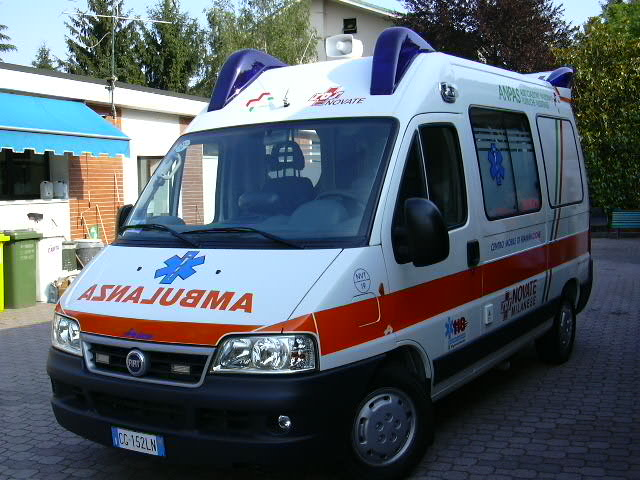
イタリアの救急車

### アメリカ合衆国
ニューヨークでは救急救命室が比較的大きな病院に設置されており、救急車やタクシー（救急車は有料で600ドルほど掛かるためである）で搬入される患者を受け入れている。ただし、2012年現在アメリカ合衆国では国民皆保険制度が完全施行されておらず、救急救命室には医療費を支払う能力の無い軽症患者も多く訪れるため、トリアージが行われる状況になっている。

### イギリス
イギリスの救急医療は国民保健サービス（NHS）によって提供され、救急部門についてはあらゆる万人（観光者、移民を含む）に対して自己負担なしであり、トリアージが常時実施されている。救急搬送については医学的必要性が認められる場合に限るが、自己負担はなし。

### フランス
フランスの救急医療は、Service d'Aide Médicale Urgente（SAMU、救急医療支援サービス）が中心となり通報を受け付け、かつ全体の指揮を執る。

### 日本

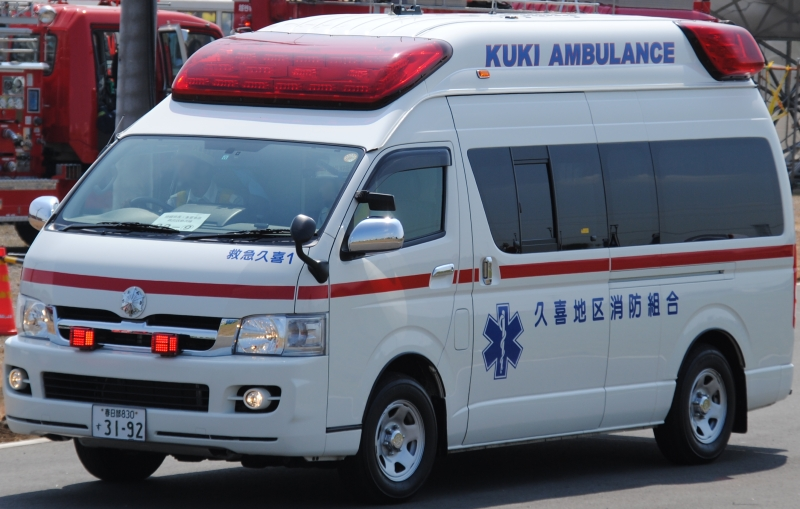
日本の救急車

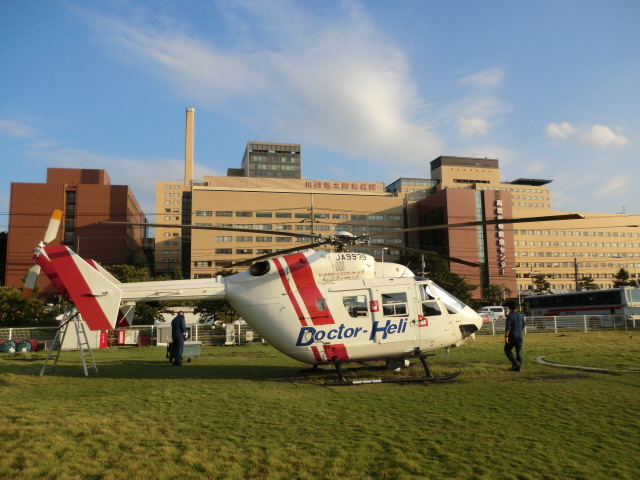
日本のドクターヘリ

日本においては特に戦後、自動車の普及に伴って交通事故が激増し、これに対応する形で各地で救急科や救命救急センターの数が増加し、さらに内科系疾患にも対応する形となって現在に至っている。
現在の日本における救急医療体制は、都道府県が作成する医療計画に基づいており、二次医療圏までで対応させるとしている。また、その「重症度」に応じて以下の3段階で対応することとされている。救急指定病院もこれらの段階のうちどの段階まで対応するか想定した上で患者受け入れ体制をとっている。しかし、こうした重傷度に応じた体制には限界があり、初期（一次） - 三次救急と独歩来院を包括して診療する北米型のERシステムを採用する病院も出てきている。

#### 初期救急医療
「入院の必要がなく外来で対処しうる帰宅可能な患者」への対応機関。整備は市町村の責務とされている。主に内科、外科を診療科目とするが、住民の要望の高まりと必要性から小児科を加える自治体もある。
- 在宅当番医制（休日（日曜日・祝日）に診察を行う当番病院・診療所）
- 休日歯科診療所
- 休日夜間急患センター（人口5万人以上の市に1つ）
- 小児初期救急センター

#### 二次救急医療
「入院治療を必要とする患者」に対応する機関。都道府県が定めた医療圏域（二次医療圏）ごとに整備するため、市町村の垣根を越えた整備が必要なことが多い。近年は小児救急医療へ対応するため、通常の二次救急（内科、外科、脳外科等）とは別に小児二次救急医療の体制を独自に組む医療圏もある。肺炎、脳梗塞など。
- 中規模救急病院
- 病院群輪番制（救急指定病院が、救急患者のたらい回しをしないため、当番病院を定めて休日、夜間の救急医療に当たる方式）
- センター方式／共同利用型病院（中核となる救急指定病院に当番で他の病院や開業している医師が集まり、休日や夜間の救急医療に当たる方式）
- 小児救急医療支援事業
- 小児救急医療拠点病院
- 地域周産期母子医療センター

#### 三次救急医療
二次救急医療では対応できない複数診療科にわたる特に高度な処置が必要、または重篤な患者への対応機関。平たく言えば、「ICU（集中治療室）で加療する必要がある患者」への医療を指す。心筋梗塞、脳卒中、多発外傷、重症頭部外傷など。
- 救命救急センター
- 高度救命救急センター
- 新型救命救急センター
- 小児救命救急センター
- 総合周産期母子医療センター

#### 救急救命士
日本ではCPAOA（到着時心肺停止）の社会復帰率の低さから救急医療の強化が求められ、それに応じて救急救命士が法制化された。これは、医師の指示のもとに輸液ルート確保、食道閉鎖式チューブ等による気道確保、電気的除細動が認められる資格である。また2004年7月から、病院にて30症例の気管挿管の実習を修了した救急救命士には気管挿管が認められた（気管挿管認定救急救命士）。さらに2006年4月から講習および実習の後、強心剤（アドレナリン）の薬剤投与を行うことが認められた（薬剤投与認定救急救命士）。

#### 現状
多くの公的な病院では、時間外救急患者の診療を受け付けている。都市部には高度医療を専門とする独立した救命救急センターを持つ医療機関も存在する。しかし、それはむしろ例外で、ほとんどの病院は一定の条件を満たして救急告示の認定を受けた救急室で診療し、担当する医師は専門の診療科に関係なく、順番に救急当直医となる。大学や他の病院からアルバイトで来る雇われた医師のこともある。つまり非救急専門医による診察である。近年この救急告示を返上する医療機関が目立つようになり、その皺寄せが、残った医療機関にきている。また、財政上、24時間あらゆる事態に即座に対応できる体制にある病院は存在せず、多くの中小の救急病院は、医療紛争を恐れて、救急医療から撤退した。
救急車の出動件数も年々増加の一途をたどり、これに伴って救急車の到着時間、病院収容までの時間が延びている現状がある。その背景として 「無料である」、「虫歯が痛い」、「夜間のタクシー代わり」、「どこの病院に行っていいかわからないから」、「救急車を使えば優先的に診てもらえるから」 という悪質な利用もみられ、社会問題化している。このため、総務省消防庁では「救急車利用の適正化」を訴えている。また、上記のような悪質な利用者や、救急車の必要がない軽症患者に対して、「救急車の有料化」の是非についても議論されているが賛否両論あり、結論は出ていない。
2015年、青森県では、1月から9月の間に18回救急搬送された患者が、1晩に3度も救急医療を受けるといった極端な例も確認されている。

## 参考
- いのちを救う先端技術 久保田博南 PHP新書 ISBN 4569701159